# Charlotte Boyle
Charlotte Duggan Boyle, posteriorment coneguda amb el nom de casada Charlotte Clune, (Nova York, 20 d'octubre de 1899 – Scottsville, Nova York, 3 d'octubre de 1990) va ser una nedadora estatunidenca que va competir a començaments del segle xx.
El 1920 va prendre part en els Jocs Olímpics d'Anvers, on va disputar els 100 metres lliures del programa de natació. Superà les semifinals, però s'hagué de retirar en la final.
Entre 1917 i 1921 va establir diversos rècords del món i dels Estats Units els 200 metres lliures, així com en algunes distàncies actualment fora del programa habitual.
El 1988 Boyle fou incorporada a l'International Swimming Hall of Fame com a "Honor Pioneer Swimmer".